# 14:9

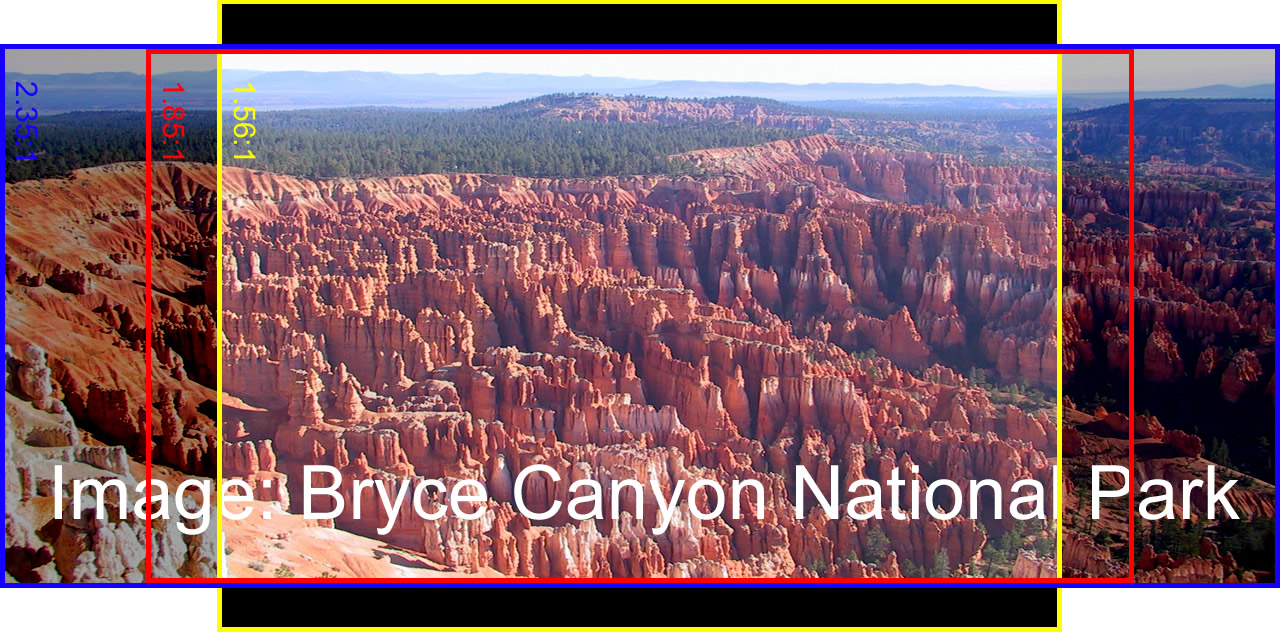
O contorno vermelho é aproximadamente a área 16:9. O amarelo, não incluindo barras pretas em cima e embaixo representa a 14:9, enquanto toda a caixa amarela é a área 4:3 da figura.

14:9 é um aspecto comprimido do 1.56:1. É usado para criar uma imagem aceitável tanto para televisores 4:3 quanto para 16:9, concebido após testes realizados pela BBC. 
Ele é usado na maioria do Reino Unido, na Irlanda, e redes analógicas terrestres francesas, espanholas, e australiana, além dos canais simulcast HD da Discovery Networks nos Estados Unidos com programação e anúncios originalmente compilados em 4:3. Note que 14:9 não é só um formato de captura, ele quase sempre é derivado de capturas em 4:3 ou 16:9.
O aspecto de 14:9 (1.555...) é uma média aritmética de 16:9 e 4:3 = 12:9, desde que a média de 16 e 12 seja 14. Mas praticamente, é aproximadamente a média geométrica  (a média geométrica precisa é {\displaystyle {\sqrt {(16/9)\times (4/3)}}\approx 1.5396\approx 13.8:9}) e, neste sentido, é matematicamente um compromisso entre estas duas relações de aspecto: duas imagens da área iguais (16:9 e 4:3) cruzarão numa caixa com a média geométrica do aspecto, tal como demonstrado na imagem ao lado (a 14:9 é ligeiramente mais larga do que a intersecção).